# Wallenstein (Spiel)
Wallenstein ist ein strategisches Brettspiel von Dirk Henn aus dem Jahr 2002. Obwohl das Spielmotiv im Dreißigjährigen Krieg angesiedelt ist, handelt es sich nicht um eine Schlachtsimulation.

## Motiv

### Historischer Kontext

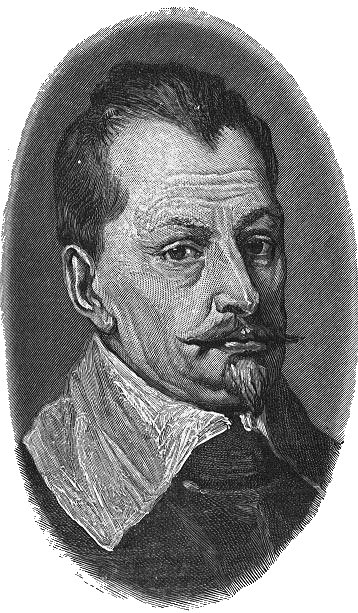
Albrecht von Wallenstein

Wallenstein ist benannt nach Albrecht von Wallenstein, dem einflussreichsten Kommandeur der kaiserlichen Armee im Dreißigjährigen Krieg (1618–48).
Er gewann eine Reihe von Schlachten und bekam dafür den Titel Herzog zu Mecklenburg. Er hatte das Ziel ein großes zentraleuropäisches Reich zu schaffen. Diese Ambitionen führten zu seiner Entlassung 1630, er wurde jedoch wieder rehabilitiert als die Schweden angriffen. Er erobert Böhmen zurück und siegte bei Lützen über die Schweden von Gustav II. Adolf, welcher in der Schlacht erschlagen wurde. Wallenstein wurde von den eigenen Kaiserlichen Verrat vorgeworfen und er wurde von einigen seiner Obristen erschlagen.

### Integration des Kontext in das Spiel
Das Spiel stellt zwei Jahre des Dreißigjährigen Krieges dar. Jede Spielerfarbe entspricht dabei einer bedeutenden Persönlichkeit dieser Ära. Wallenstein ist die Spielerfarbe gelb zugeordnet. Das Spielbrett zeigt eine Karte von Deutschland in dieser Zeit. Die Spieler müssen Korn und Gold erwirtschaften, die Bevölkerung ernähren, Aufstände niederschlagen, Gebäude errichten und Provinzen erobern.

## Spielmechanik

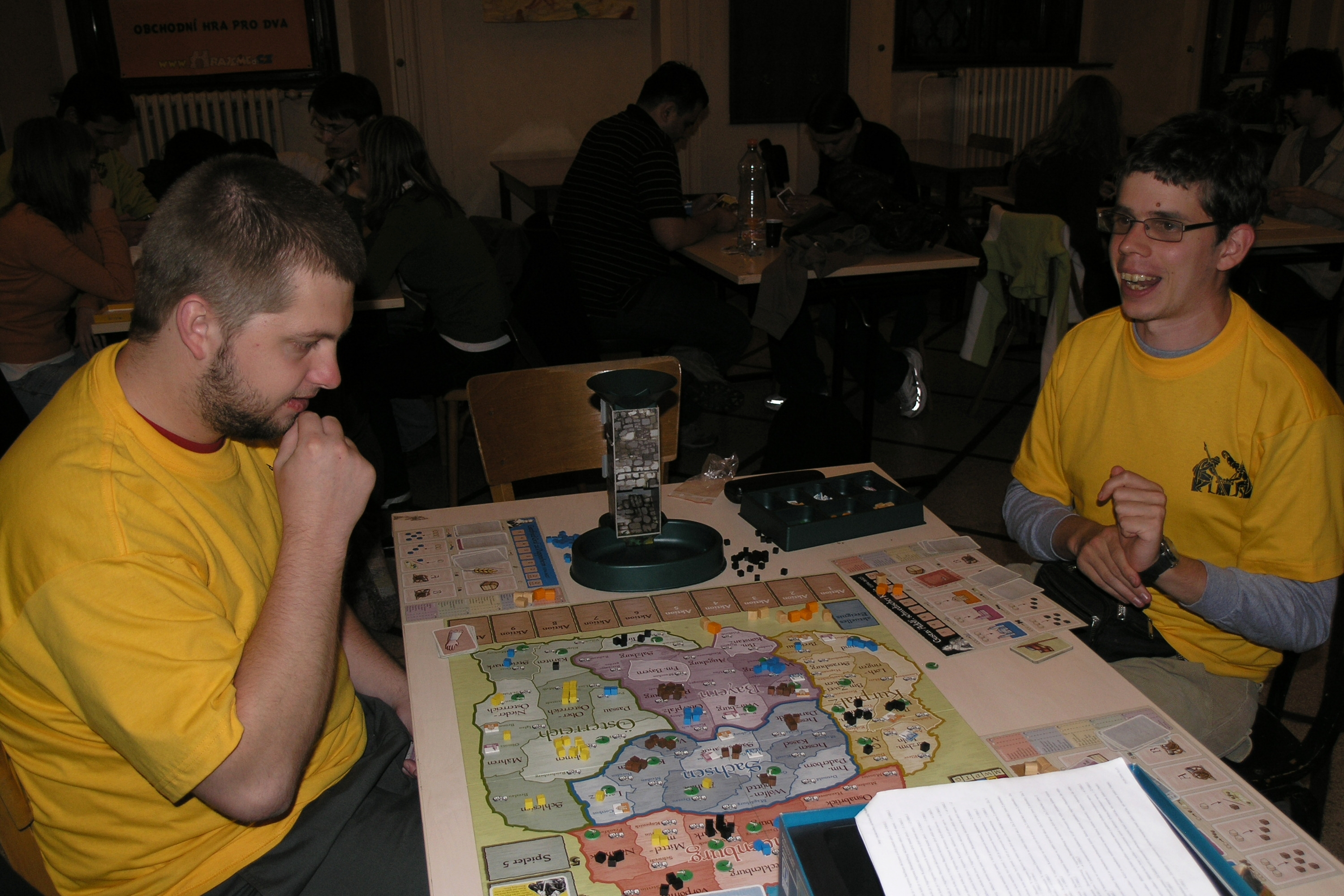
Wallenstein

### Zugphasen
Jedes der zwei Spieljahre ist in die vier Jahreszeiten unterteilt. Während der ersten drei Phasen können die Spieler bauen Ressourcen erwirtschaften und kämpfen. In der vierten Phase, der Überwinterung, müssen die Truppen ernährt werden und es werden Siegpunkte für die Gebäude eingestrichen. Nach dem Ende des zweiten Jahres gewinnt der Spieler mit den meisten Siegpunkten.
Jede Jahreszeit besteht aus zehn Aktionen. Die ersten fünf Aktionen werden offen auf den Plan gelegt, die anderen fünf verdeckt. Nachdem aller Spieler ihre erste Aktion durchgeführt haben, wird die erste der verdeckten Aktionen aufgedeckt, sodass jeweils 5 Züge im Voraus geplant werden kann.

### Mechanik
Die Spielerreihenfolge wird am Anfang jeder Jahreszeit zufällig bestimmt und bleibt dann während der gesamten Jahreszeit gleich.
Zu Beginn eines Jahres werden vier zufällige Ereigniskarten aufgedeckt, sodass die Spieler wissen welche Veränderungen diese vornehmen. Die Karten werden sodann verdeckt und zufällig den einzelnen Jahreszeiten zugeordnet. Am Anfang von Frühling, Sommer und Herbst wird die jeweilige Ereigniskarte aufgedeckt und der Effekt ausgeführt. Im Winter wird der Effekt ignoriert aber eine Zahl auf der Karte bestimmt die Kornverknappung.
Spieler können nur Aktionen in Regionen ausführen, die sie kontrollieren, und maximal eine Aktion pro Region. Jeder Spieler hat eine Spielertafel, welche die verfügbaren Aktionen anzeigt. Am Anfang jeder Jahreszeit bestimmt jeder Spieler seinen Plan durch platzieren von verdeckten Regionskarten auf den jeweiligen Aktionen. Leere Regionskarten erlauben es den Spielern nicht ausgeführte Aktionen zu verbergen.

#### Aktionen
Bauen von Palastes, Kirche, oder Handelshaus. – Diese Aktion errichtet das jeweilige Gebäude in der Region sofern Platz vorhanden ist. Die Regionen haben jeweils 1–3 Bauplätze. Jedes Gebäude kann in einer Region nur einmal errichtet werden.
Produktion von Gold/Korn – Die gewählte Region produziert die regionsabhängige Menge Gold und Korn und ein Aufstandmarker wird in der Region platziert. Befindet sich bereits einen oder mehrere Aufstandmarker in der Region kommt es zu einem Kampf. Dazu wird pro Aufstandmarker 1 Farmerklötzchen in den Turm geworfen zusammen mit eventuellen Farmerklötzchen in der Auffangschale und den Armeen der Region.
Armee rekrutieren – Es gibt drei verschiedene Armee Aktionskarten. Fünf Armeen für drei Gold, drei Armeen für zwei Gold und eine Armee für ein Gold. Die letztere Aktion erlaubt es dem Spieler zusätzlich Armeen von einer eigenen Region in eine benachbarte zu verschieben.
Bewegung/Kampf – Spieler können beliebig viele Armeen von einer Region in eine benachbarte ziehen.

#### Kämpfe

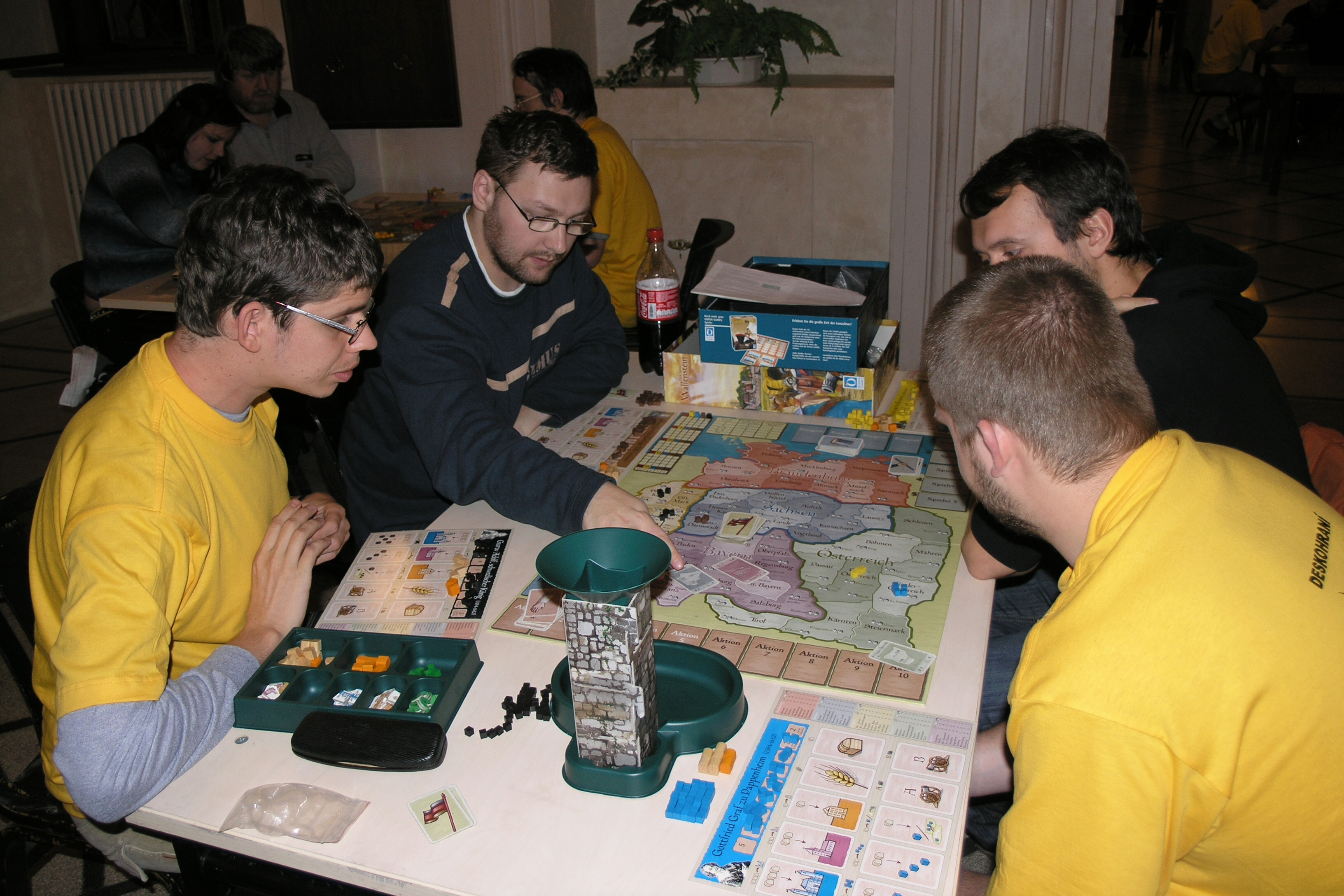
Wallenstein

Ein Kampf wird ausgetragen, wenn ein Spieler Armeen in ein Gebiet zieht, das er nicht kontrolliert oder wenn ein Aufstand ausbricht. Die Kämpfe werden mittels des Kampfturms ausgetragen. Dazu werden alle Armeen der Beteiligten Parteien in den Turm geworfen. Der Kampfturm enthält in seinem Inneren eine Reihe von schmalen Vorsprüngen, auf denen die Holzklötze liegen bleiben können. Diejenigen Holzklötze die den Turm wieder verlassen werden gegeneinander aufgerechnet. D. h., wenn 3 Klötze der einen Partei und vier der anderen herausfallen, werden jeweils 3 Klötze in den Vorrat zurückgelegt und der übrige zurück in die umkämpfte Region, womit jene Spieler diese Region kontrolliert. Bei Gleichstand wird die Region verwüstet, alle Gebäude zerstört und ist nun wieder eine neutrale Region. Zu Beginn des Spiels werden einige Armeen jedes Spielers und einige Farmerklötzchen in den Turm geworfen. Somit können bei jedem Kampf auch mehr Würfel einer Farbe den Turm verlassen als hineingeworfen wurden. Fallen Klötzchen aus dem Turm, die nicht am Kampf beteiligt sind, verbleiben sie in der Auffangschale, bis sie beim nächsten Kampf wieder mit hinein geworfen werden.

### Siegbedingungen
Jeden Winter erhalten die Spieler Siegpunkte.
Je Region und Gebäude gibt es einen Punkt. Dann wird jedes farbige Gebiet betrachtet der Spieler mit den meisten Palästen in der Region erhält drei Punkte, derjenige mit den meisten Kirchen zwei und derjenige mit den meisten Handelshäusern einen Punkt. Bei Gleichstand erhalten die beteiligten Spieler jeweils einen Punkt weniger.

## Spielmaterial
Die Erste Edition von 2002 enthält:
- 1 Spielbrett
- 1 Kampfturm
- 5 Spielerbretter
- 45 Länderkarten
- 25 Blanko Länderkarten
- 5 Anführerkarten
- 10 Aktionskarten
- 25 Ereigniskarten
- 28 Palast Steine
- 26 Kirchen Steine tokens
- 26 Handelshaus Steine
- 42 Aufstandsmarker markers
- 62 Farbige Holzklötze pro Spieler
- 20 Grüne Holzklötze (Farmer)
- 35 unbemalte Holzklötze (Gold)
- 20 Orange Holzkisten (5 Gold)

## Varianten und Erweiterungen
Auf BoardGameGeek gibt es eine von Fans erstellte 2-Spieler-Variante.
Das mechanistisch gleiche Spiel wurde 2006 mit neuer Thematik als Shogun von Queen Games aufgelegt.
Es sind zwei Erweiterungen erschienen: Am Kaiserhof und Landsknechte.
2012 erschien eine 2. Edition von Wallenstein bei Queen Games.

## Auszeichnungen
- GAMES – Best Advanced Strategy Game Runner-Up 2003
- International Gamers Award – Best Strategy Game Nominee (special award) 2003

## Kritiken
Deutsch
- Wallenstein in der Spieledatenbank Luding
- Wallenstein bei Michas-Spielmitmir

Englisch
- Wallenstein (1. Edition) in der Spieledatenbank BoardGameGeek (englisch)
- Wallenstein (2. Edition) in der Spieledatenbank BoardGameGeek (englisch)
- review of Wallenstein at gamersalliance.com.
- review of Wallenstein at thedicetower.com.

## Online-Version
- SpielByWeb a play-by-web site including games of Wallenstein.